# High Ham
High Ham is een civil parish in het bestuurlijke gebied South Somerset, in het Engelse graafschap Somerset met 909  inwoners.